# CSS–12
A CSS–12 az 1940-es évek végén, az 1950-es évek elején kifejlesztett és épített lengyel kétmotoros, kis hatótávolságú, könnyű utasszállító repülőgép. Sorozatban nem gyártották, csak egy prototípusa készült el. Ez volt a második világháború után készített első teljesen fémépítésű lengyel repülőgép. Az egyetlen megépített példányát 1960-ban szétbontották.

## Története
A második világháború után a lengyel kormányzatnak a repülőgépipar újjáélesztésére irányuló erőfeszítései részeként a Varsóban 1946-ban létrehozott, a PZL több háború előtti modelljének megalkotásában kulcsszerepet játszó Franciszek Misztal vezetése alatt álló CSS (Centralne Studium Samolotów, Repülőgéptanulmányi Központ) tervezőiroda több repülőgép fejlesztését kezdte el párhuzamosan. A CSS-nél a CSS–10 és CSS–11 iskola- és gyakorló-repülőgépek kifejlesztése után 1948-ban elkezdték egy könnyű, belföldi utasforgalomra szánt regionális utasszállító tervezését, melynek főkonstruktőre Leszek Dulęba volt. A gép építése csúszott, mert a Franciaországból beszerzett belső berendezések szállítását az akadozó kereskedelmi kapcsolatok hátráltatták. A tízszemélyes, a háborúból megmaradt német Argus motorokkal és légcsavarral felszerelt, SP-BAR lajstromjelű gép prototípusa 1950-ben készült el, majd november 22-én végrehajtották vele az első felszállást.
1950 végén azonban a szovjet befolyás erősödésének eredményeként átszervezték a lengyel repülőgépipart, és a hazai konstrukciók helyett szovjet katonai repülőgépek licencgyártására állították át a rendelkezésre álló gyártókapacitásokat. Az átszervezés részeként megszüntették a CSS tervezőirodát is, így a CSS–12-essel kapcsolatos munkálatokat felfüggesztették és 1951-ben a géppel beszüntették a repülési teszteket is. A gép iránt kezdetben a légierő is érdeklődött, de ez később megszűnt.
A CSS megszüntetése után Misztal és Dulęnba is a varsói Repülési Intézetnél (Instytut Lotnictwa) létrehozott tervezőirodához került, ahol az 1950-es évek közepén elkezdték a PZL MD–12 négymotoros könnyű utasszállító repülőgép tervezését, melynek konstrukciója a CSS–12-n alapult. Az MD–12 fejlesztéséhez újrakezdték a repülési teszteket a CSS–12-vel is. Ehhez módosították a gépet, főként a vezérsíkokat. A vízszintes vezérsíkra a stabilitás növelése miatt kiegészítő függőleges vezérsíkokat szereltek. A géppel 1956-ban hazai és nemzetközi repülési rekordokat is felállítottak.
Az 1950-es évek második felében a LOT sem érdeklődött a gép iránt, helyette szovjet típusokat (pl. Il–14) állított szolgálatba. Időközben a második világháborúból visszamaradt német motorok is elfogytak, helyettük pedig megfelelő alternatív megoldás nem állt rendelkezésre, így a gép sorozatgyártását végleg elvetették. A megépített prototípust 1960-ban szétbontották. A gépből egyedül a törzs egy darabja maradt meg, amely a varsói Műszaki Múzeumhoz került, majd 1967-ben átadták a krakkói Lengyel Repülési Múzeumnak.
A négymotoros PZL MD–12-es utasszállító is hasonló sorsra jutott, annak a sorozatgyártására sem került sor.

## Műszaki jellemzői
A CSS–12 kétmotoros, teljesen fémépítésű (dúralumíniumból készült), alsószárnyas utasszállító repülőgép. A törzs ovális keresztmetszetű. A pilótakabin kétszemélyes. A törzs középső részén található utastér 10 utas elhelyezésére alkalmas. Az ülések két sorban, az ablakok mellett találhatók, középen folyosó választja el őket. Az utaskabin mögött helyezték el a mosdót és a csomagteret.
A szabadonhordó szárnyak trapéz alakúak, oldalviszonyuk 8,53. A szárnyprofil a szárnytőben NACA 23018, a szárny külső részén NACA 23009. A kétfőtartós szárny keszon rendszerű, mely az üzemanyagtartályoknak is helyet ad. A szárny egyes részein sima, más részei hullámlemez borítású. A hullámlemezes részeket vászonnal borították a jobb áramlási viszonyok érdekében. A szárny belépőélén a jégtelenítést a bevezetett kipufogógáz hője biztosítja.
A vezérsíkok hagyományos elrendezésűek. Mind a vezérsíkok, mind a szárnymechanizáció hidraulikus működtetésű.
A félszárnyakon elhelyezett egy-egy gondolába építették be a második világháború idején gyártott német Argus As 411 TA típusú léghűtéses repülőgépmotorokat. A lógó hengerű, V12-es elrendezésű motor szintén Argus gyártmányú, kéttollú, állandó fordulatú és változtatható állásszögű fém légcsavart hajt meg.
A futómű tricikli (orrfutós) elrendezésű. Az orrfutót a törzsbe, az egykerekes főfutókat a motorgondola hátsó részébe lehetett behúzni.

## Műszaki adatok

### Geometriai méretek és tömegadatok
- Hossz: 12,5 m
- Fesztávolság: 5 m
- Magasság: 5,12 m
- Szárnyfelület: 40,10 m²
- Üres tömeg: 3500 kg
- Felszálló tömeg: 5500 kg

### Motorok
- Motorok száma: 2 db
- Típus: Argus As 411 V12-es lógó hengerelrendezésű, léghűtéses benzinmotor
- Felszálló teljesítmény: 330 kW (440 LE) egyenként

### Repülési jellemzők
- Legnagyobb sebesség: 365 km/h (2400 m-en)
- Utazósebesség: 320 km/h (2600 m-en)
- Legnagyobb repülési magasság: 6000 m
- Emelkedőképesség: 6,5 m/s
- Hatótávolság: 600 km